# 李郡 (阿拉巴馬州)
李郡（英語：Lee County）是一個位於阿拉巴馬州東部的郡。該郡郡名是為了紀念美利堅聯盟國軍隊的總指揮羅伯特·李將軍。截至2005年為止該郡人口有123,254人。该郡郡治是欧佩莱卡。該郡最大的城市是歐本市。